# 普勒伊城
普勒伊城（法語：Preuilly-la-Ville，法語發音：[pʁœji la vil]）是法国安德尔省的一个市镇，位于该省西部，属于勒布朗区。

## 地理
普勒伊城（46°41'48"N, 0°58'5"E）面积4.23 平方千米，位于法国中央-卢瓦尔河谷大区安德尔省，该省份为法国中部省份，北起卢瓦-谢尔省，西北接安德尔-卢瓦尔省，西南接维埃纳省，南至克勒兹省和上维埃纳省，东临谢尔省。
与普勒伊城接壤的市镇（或旧市镇、城区）包括：丰贡博、吕赖、普利尼圣皮埃尔、图尔农圣马丹。

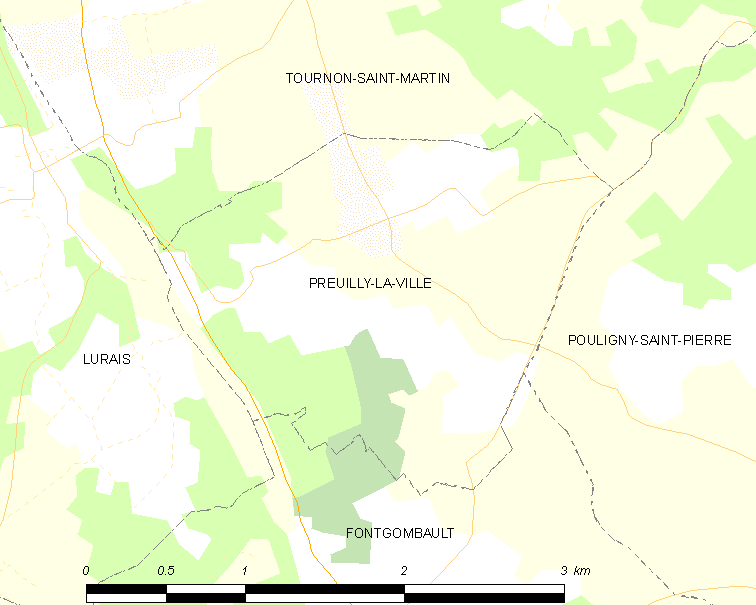
普勒伊城的OSM定位图

普勒伊城的时区为UTC+01:00、UTC+02:00（夏令时）。

## 行政
普勒伊城的邮政编码为36220，INSEE市镇编码为36167。

## 政治
普勒伊城所属的省级选区为勒布朗县。

## 人口

1962-2008年间普勒伊城人口变化图示

普勒伊城于2022年1月1日时的人口数量为151人。